# Hystricidae
Hystricidae é uma família de roedores encontrados no Velho Mundo, e denominados de porcos-espinho.

## Classificação
- Família Hystricidae G. Fischer, 1817
  - Gênero Hystrix Linnaeus, 1758
    - Subgênero Acanthion F. Cuvier, 1823
      - Hystrix brachyura Linnaeus, 1758
      - Hystrix javanica (F. Cuvier, 1823)

    - Subgênero Hystrix Linnaeus, 1758
      - Hystrix africaeaustralis Peters, 1852
      - Hystrix cristata Linnaeus, 1758
      - Hystrix indica Kerr, 1792

    - Subgênero Thecurus Lyon, 1907
      - Hystrix crassispinis (Günther, 1877)
      - Hystrix pumila (Günther, 1879)
      - Hystrix sumatrae (Lyon, 1907)

  - Gênero †Miohystrix Kretzoi, 1951
  - Gênero †Xenohystrix Greenwood, 1955
    - †Xenohystrix crassidens Greenwood, 1955

  - Gênero †Sivacanthion Colbert, 1938
  - Gênero Atherurus F. Cuvier, 1829
    - Atherurus africanus Gray, 1842
    - Atherurus macrourus (Linnaeus, 1758)

  - Gênero Trichys Günther, 1877
    - Trichys fasciculata (Shaw, 1801)